# Kreuzblütlerartige
Die Kreuzblütlerartigen (Brassicales) sind eine Ordnung der Bedecktsamigen Pflanzen (Magnoliopsida). Zahlreiche Kulturpflanzen finden sich in  mehreren Familien der Brassicales, etwa Kohl, Raps, Gartenkresse oder Kaper.

## Merkmale
Die meisten Vertreter der Ordnung zeichnen sich durch das Vorhandensein von Senfölglykosiden und damit verbunden des Enzyms Myrosinase aus. Bei Verletzung der Gewebe tritt die Myrosinase aus speziellen Idioblasten aus und setzt aus den Glykosiden das Senföl frei, das zur Abwehr von Herbivoren dient. Außerhalb der Ordnung sind Senfölglykoside nur von der Gattung Drypetes (Familie Putranjivaceae, Ordnung Malpighienartige) bekannt.
Die namengebende kreuzförmige Anordnung der vier Kronblätter der Blüte ist nur typisch für die Familie der Kreuzblütler (Brassicaceae).
Der Fruchtknoten besteht meist aus drei verwachsenen Fruchtblättern und ist oberständig. Die Plazentation ist parietal, die Embryos sind häufig grün.

## Systematik
Die Ordnung Brassicales ist innerhalb der Eurosiden II die Schwestergruppe der Malvales. Sie umfasst folgende Familien:
- Akaniaceae inklusive Bretschneideraceae
- Bataceae
- Kreuzblütler (Brassicaceae)
- Kaperngewächse (Capparaceae)
- Melonenbaumgewächse (Caricaceae)
- Cleomaceae
- Emblingiaceae
- Gyrostemonaceae
- Koeberliniaceae
- Limnanthaceae
- Bennussgewächse (Moringaceae)
- Pentadiplandraceae
- Resedagewächse (Resedaceae)
- Salvadoraceae
- Setchellanthaceae
- Tiganophytaceae, mit Tiganophyton karasense als einzige Art.[2]
- Tovariaceae
- Kapuzinerkressengewächse (Tropaeolaceae)

## Belege
- Peter Sitte, Elmar Weiler, Joachim W. Kadereit, Andreas Bresinsky, Christian Körner: Lehrbuch der Botanik für Hochschulen. Begründet von Eduard Strasburger. 35. Auflage. Spektrum Akademischer Verlag, Heidelberg 2002, ISBN 3-8274-1010-X, S. 841.
- Die Ordnung auf der APWebsite (englisch)